# Parwan
|  | Aquest article tracta sobre sobre la població de l'Afganistan. Si cerqueu el riu de l'Índia, vegeu «Paruan». |

Parwan o Farwan és una antiga vila de l'Hindu Kush a l'actual Afganistan, província de Parwan (de la qual la capital és Charikar). Prop de l'antiga vila s'aixeca avui dia el poblet de Jabal al-Siraj a 3.751 metres d'altura no gaire lluny del lloc on s'uneixen el Panj (Riu Panjshir) i el Ghurband.
Es pensa que podria ser l'antiga Alexandria Paropamisos o Alexandria del Caucas o Alexandria Kapisa. Fou conquerida pels àrabs el 792 i formà part de la província de Bamiyan. Els gaznèvides hi van encunyar moneda, ja que hi havia unes mines de plata a la vall del Panjshir o Pandjshir.
Els mongols dirigits pel general Chigi-qutuqu hi foren derrotats per Djalal al-Din Manguberti el 1221; hi ha dubtes sobre si el Parwan de la batalla fou realment aquesta vila o una altra amb el mateix nom.
Una altra batalla s'hi va lliurar el 1840 a la primera guerra anglo-afganesa quan no quedava ningú al poble. El 1937 es va establir una fàbrica tèxtil a Djabal al-Siradj.